# Moneasa
Moneasa (in ungherese Menyháza) è un comune della Romania di 1 028 abitanti, ubicato nel distretto di Arad, nella regione storica della Transilvania.
Il comune è formato dall'unione di 2 villaggi: Moneasa e Rănușa.
Moneasa è un'importante località termale, grazie alle sorgenti di acque ricche di calcio, magnesio e sodio che sgorgano naturalmente ad una temperatura di 25-32 °C, indicate in particolare per la cura dei reumatismi e delle affezioni dell'apparato digerente e ginecologiche.